# Славинск (Калининградская область)
Славинск (до 1946 года Гольдбах, нем. Goldbach) — посёлок в Гвардейском городском округе Калининградской области.

## География
Славинск расположен в 12 км от Гвардейска и в 47 км от Калининграда. Через посёлок проходит автомобильная дорога Р-512, связывающая Гвардейск с Полесском. Через посёлок протекает река Славинка.

## История
Деревня и церковь Гольдбах основаны Хельвингом Гольдбахом в начале XIV века. Каменная кирха была построена в 1706 году. До 1945 года в Гольдбахе были сапожные и слесарные мастерские, кузница, две мельницы, пилорама. Через Гольдбах проходила узкоколейная железная дорога, связывающая города Тапиау (ныне Гвардейск) и Лабиау (ныне Полесск).
По итогам Второй мировой войны Гольдбах вошёл в состав СССР. В 1946 году переименован в Славинск. В этом же году был организован военный совхоз № 16 (позднее переименованный в совхоз № 76), центром которого стал посёлок Славинск. В 1955 году совхоз № 76 переименован в совхоз «Гвардейский».
До 2014 года был административным центром Славинского сельского поселения.
Законом Калининградской области от 10 июня 2014 года № 319 Гвардейское городское поселение, Знаменское сельское поселение, Зоринское сельское поселение, Озерковское сельское поселение и Славинское сельское поселение преобразованы путём их объединения во вновь образованное муниципальное образование, наделённое статусом городского округа, с наименованием «Гвардейский городской округ».

## Население
| 1910 | 1939 | 2002  | 2010 |
| ---- | ---- | ----- | ---- |
| 765  | ↗952 | ↗1027 | ↘944 |

## Образование, культура и спорт

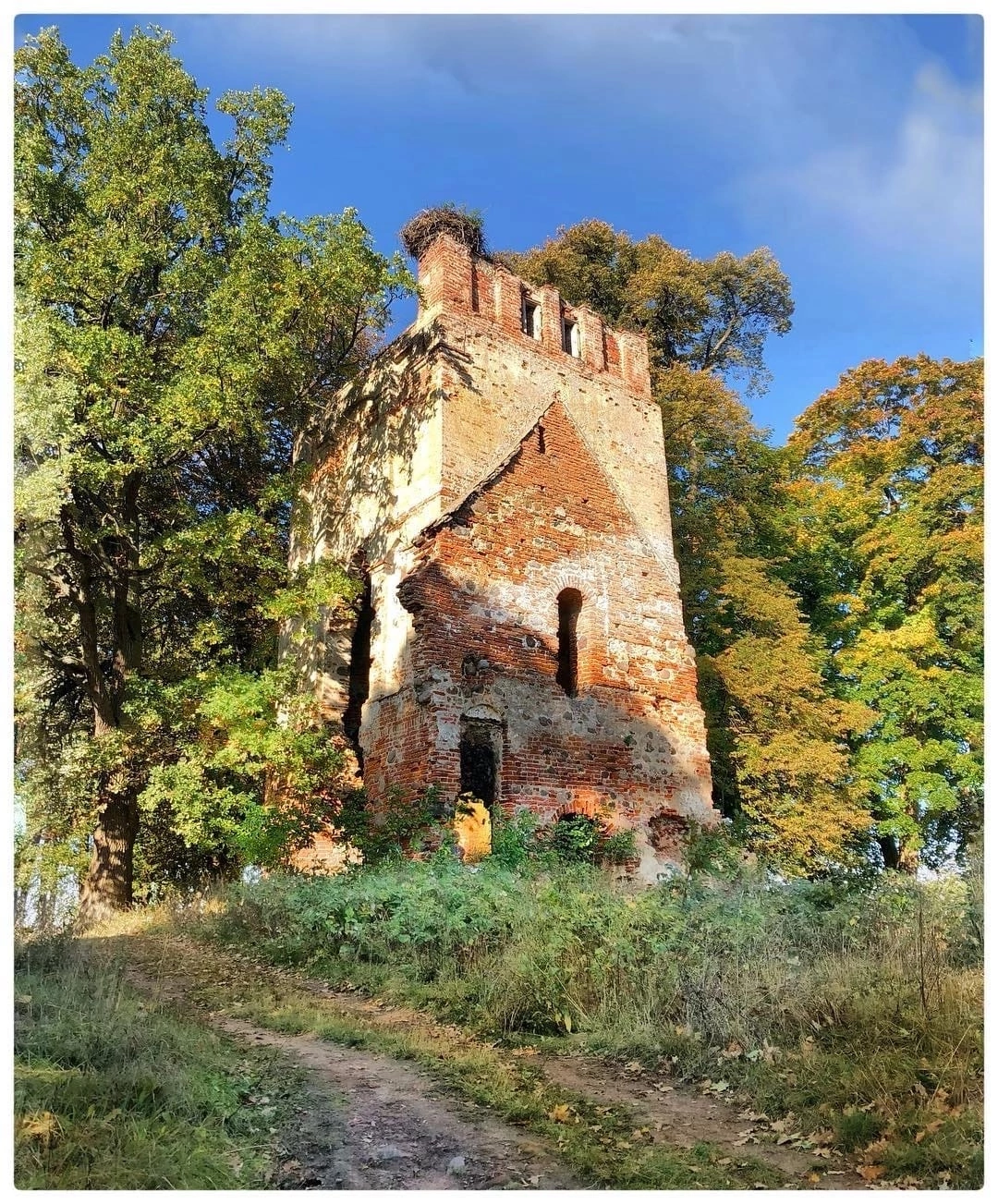
Руины кирхи в Славинске

В посёлке находится средняя школа.

## Достопримечательности
- Братская могила 869 советских воинов, погибших в 1945 году.
- Руины кирхи.

## Этимология названия
Гольдбах означает по-немецки «золотой ручей». Славинском назван в честь победы.